# Michael Johann Friedrich Wiedeburg
Michael Johann Friedrich Wiedeburg (* 3. Oktober 1720 in Hamburg; † 14. Januar 1800 in Norden) war ein deutscher Organist, Musikpädagoge und Theologe.

## Leben
Wiedeburg hatte äußerst musikalische Vorfahren. Bereits sein Großvater war als Organist in Berlin tätig, während sein Vater, Matthias Christoph Wiedeburg, erst Musiklehrer am Hofe in Köthen dann Hofkapellmeister in Gera war. Michael Johann Friedrich Wiedeburg wurde als zweiter Sohn in Hamburg geboren, wuchs aber in Aurich auf, wo sein Vater, Matthias Christoph Wiedeburg, von 1728 bis 1744 Hofkapellmeister und Kantor am Hofe des letzten ostfriesischen Fürsten Carl Edzard war. Die erste musikalische Ausbildung erhielt Michael Johann Friedrich Wiedeburg von seinem Vater. 1741 bewarb er sich um die Organistenstelle an der lutherischen Ludgeri-Kirche in Norden. Aber erst im Jahre 1748 wurde er unter drei Bewerbern zum Dienst an der berühmten Arp-Schnitger-Orgel berufen. Diese Stellung hatte er bis zu seinem Tode, also fast 52 Jahre lang, inne. Dabei gehörte das Orgelspiel im Gottesdienst genauso zu seinen Aufgaben wie die Aufführung, meist selbst komponierter, Kantaten. Auch die Wartung der Orgel gehörte zu seinem Aufgabenbereich.
Von seinen Kompositionen und Schriften sind allerdings nur wenige überliefert. Im Jahre 1788 erschien beispielsweise bei A. F Winter in Aurich ein „Musikalisches Charten=Spiel ex g dur, wobey man allezeit ein musikalisches Stück gewinnet, zum Vergnügen und zur Übung der Clavierspieler und zum Gebrauch der Organisten in kleinen Städten und auf dem Lande“. Dieses Spiel fällt – trotz seines Titels – in den Bereich der sogenannten Würfelmusik. Dabei werden auf Spielkarten abgedruckte Noten zu immer wieder neuen Orgelstücken nach einem (gelenkten) Zufallsprinzip zusammengesetzt. Vieles andere ist verschollen und nur noch dem Namen nach bekannt, so beispielsweise der am Ende des Vorberichts zu diesem Kartenspiel angekündigte zweite Teil des Spiels. Das „Ostfriesische Choralbuch mit einem stark bezifferten Baß“ aus dem Jahre 1774 ist ebenfalls verschollen. Das „Ostfriesische Choralbuch mit einem leicht beziffertem Baß“ aus dem Jahre 1790 befindet sich heute in der Bibliothek Ostfriesische Landschaft in Aurich. Die Kantate zum 11. Sonntag nach Trinitatis „Schlage doch mit Reu und Schmertze“, die Wiedeburg anlässlich seiner Bewerbung um die Organistenstelle an der Norder Ludgerikirche einreichte, wird im niedersächsischen Staatsarchiv aufbewahrt.
Die wohl bedeutendsten Schriften Wiedeburgs sind: „Der sich selbst informirende Clavierspieler, oder deutlicher und leichter Unterricht zur Selbstinformation im Clavierspielen etc., erster Theil Halle 1765“, „Anderer Theil des sich selbst informirenden Clavierspielers, oder deutlicher und gründlicher Unterricht zur Selbstinformation im Generalbasse etc. Halle 1767“, „Des sich selbst informirenden Clavierspielers dritter Theil, Halle 1775“ und „Vermehrter praktischer Beytrag zum sich selbst informirenden Clavierspieler, oder zweymal 24 leichte und 24 etwas schwerere Präludia für die Orgel und Clavier, Halle 1778“. Mit einem Gesamtumfang von mehr als 1600(!) Seiten dürfte Wiedeburg mit seinem „Sich selbst informirenden Clavierspieler“ wohl das umfangreichste klavierpädagogische Werk für Anfänger geschrieben haben. Inhaltlich basiert er im Wesentlichen auf den Schriften Georg Andreas Sorges, Johann Matthesons, Friedrich Wilhelm Marpurgs und Carl Philipp Emanuel Bachs, deren Stoff er in einer Auswahl wiedergibt, die für den Unterrichtsgebrauch methodisch aufbereitet wird.

## Werke
- Michael Johann Friedrich Wiedeburg: Der sich selbst informirende Clavierspieler, oder deutlicher und leichter Unterricht zur Selbstinformation im Clavierspielen. Band 1. Buchhandlung des Waisenhauses, 1765 (226 S., eingeschränkte Vorschau in der Google-Buchsuche).
- Michael Johann Friedrich Wiedeburg: Choralbuch für Ostfriesland. 1951, OCLC 25914197 (eingeschränkte Vorschau in der Google-Buchsuche).
- Michael Johann Friedrich Wiedeburg: Der sich selbst informirende Clavierspieler, oder deutlicher und leichter Unterricht zur Selbstinformation im Clavierspielen. Band 2. Noetzel, Wilhelmshaven 2006, ISBN 3-7959-0901-5 (eingeschränkte Vorschau in der Google-Buchsuche).
- Michael Johann Friedrich Wiedeburg: Kompendiöses, doch zahlreiches französisch-deutsches Wörter-Buch, oder dreitausend Vokabeln. Verl. des Waisenhauses, Halle 1765 (eingeschränkte Vorschau in der Google-Buchsuche).
- Michael Johann Friedrich Wiedeburg: Vermehrter practischer Beytrag zum sich selbst informierenden Clavier-Spieler. Verl. des Waisenhauses, Halle 1778 (eingeschränkte Vorschau in der Google-Buchsuche).
- Michael Johann Friedrich Wiedeburg, Harald Vogel: Dritter Theil des sich selbst informirenden Clavier-Spielers. 2007 (Neuauflage).
- Michael Johann Friedrich Wiedeburg: Eines Christen Reise in Gedanken durch die Christliche Kirche. 1792 (eingeschränkte Vorschau in der Google-Buchsuche).
- Michael Johann Friedrich Wiedeburg: Musicalisches Charten-Spiel ex G dur wobeÿ man allezeit ein musikalisches Stuck gewinnet. A. F. Winter, Aurich 1788.